# パット・ヒーリー (総合格闘家)
パット・ヒーリー（Pat Healy、1983年7月20日 - ）は、アメリカ合衆国の男性総合格闘家。オレゴン州セイラム出身。スポーツ・ラボ所属。ブラジリアン柔術茶帯。元MFCウェルター級王者。元Titan FCライト級王者。
ダブルレッグダイブからのテイクダウンを得意とし、トップコントロールやバック奪取、クリンチゲームに優れる。
総合格闘家のライアン・ヒーリーは双子の弟。

## 来歴
友人の勧めで弟ライアンと共に14歳から格闘技を始め、学生時代はレスリング部に所属。ブラジリアン柔術を学び、2001年にプロ総合格闘技デビュー。
2004年10月30日、AFCでダン・ハーディーと対戦し、ギロチンチョークで一本勝ちを収めた。
2005年7月9日、SportFightでポール・デイリーと対戦し、ギロチンチョークで一本勝ちを収めた。
2006年6月3日、Extreme Warsでカーロス・コンディットと対戦し、リアネイキドチョークで一本勝ちを収めた。
2006年8月17日、UFC初参戦となったUFC Fight Night 6でアンソニー・トーレスと対戦し、チョークスリーパーで一本負け。この1敗によりUFCからリリースされた。
2008年2月29日、IFLでジェイク・エレンバーガーと対戦し、0-3の判定負けを喫した。

### Strikeforce
2010年3月21日、Strikeforce初参戦となったStrikeforce Challengers 8でブライアン・トラバーズと対戦し、2-1の判定勝ちを収めた。
2010年6月26日、Strikeforce: Fedor vs. Werdumでジョシュ・トムソンと対戦。2Rまで優位に進めるも、3Rにチョークスリーパーで逆転一本負けを喫した。
2011年9月10日、Strikeforce: Barnett vs. Kharitonovでマキシモ・ブランコと対戦。グラウンドでの蹴りなどブランコの反則攻撃を受けるも、リアネイキドチョークで一本勝ちを収めた。
2012年7月14日、Strikeforce: Rockhold vs. Kennedyで廣田瑞人と対戦し、判定勝ちを収めた。
2012年9月29日にStrikeforceの興業のメインイベントで当時のStrikeforce世界ライト級王者ギルバート・メレンデスとタイトルマッチを行う予定であったが、メレンデスの負傷欠場により興業自体がキャンセルとなった。
2013年1月12日、Strikeforce: Marquardt vs. Saffiedineでギルバート・メレンデスと改めてタイトルマッチを行う予定だったが、メレンデスの負傷した肩の回復が芳しくなかったため、対戦相手がホルヘ・マスヴィダルに変更された。
しかし、マスヴィダルも負傷欠場したため、結局ヒーリーはカート・ホロボウと同大会で対戦する事となり、判定勝ちを収めた。

### UFC復帰
2013年4月27日、6年8か月ぶりのUFC参戦となったUFC 159でライト級ランキング4位のジム・ミラーと対戦し、リアネイキドチョークで一本勝ち。サブミッション・オブ・ザ・ナイトとファイト・オブ・ザ・ナイトを受賞した。しかし、試合後の薬物検査で禁止薬物とされるマリファナの陽性反応が検出されたため、ニュージャージー州アスレチック・コントロール・ボードから90日間の出場停止処分を受け試合結果もノーコンテストに変更。サブミッション・オブ・ザ・ナイト受賞者も変更され、ヒーリーに対してのファイト・オブ・ザ・ナイトの支払いも保留となった。
2014年7月16日、UFC Fight Night: Cowboy vs. Millerでグレイゾン・チバウと対戦し、0-3の判定負け。4連敗となりUFCからリリースされた。
2018年1月13日、ACBでマゴメド・ライソフと対戦し、パンチ連打でTKO負け。試合後に引退を表明した。

## 戦績

### プロ総合格闘技
| 総合格闘技 戦績 | 総合格闘技 戦績 | 総合格闘技 戦績 | 総合格闘技 戦績 | 総合格闘技 戦績 | 総合格闘技 戦績 | 総合格闘技 戦績 |
| --------------- | --------------- | --------------- | --------------- | --------------- | --------------- | --------------- |
| 59 試合         | (T)KO           | 一本            | 判定            | その他          | 引き分け        | 無効試合        |
| 34 勝           | 7               | 15              | 12              | 0               | 0               | 1               |
| 24 敗           | 7               | 6               | 11              | 0               | 0               | 1               |

| 勝敗 | 対戦相手                 | 試合結果                        | 大会名                                                             | 開催年月日     |
| ×    | マゴメド・ライソフ       | 1R 1:37 TKO（パンチ連打）       | ACB 78: Young Eagles 24                                            | 2018年1月13日  |
| ○    | ブレンダン・ラウネーン   | 5分3R終了 判定2-1               | ACB 65: Silva vs. Agnaev                                           | 2017年7月22日  |
| ×    | レアンドロ・シウバ       | 1R 0:38 TKO（パンチ連打）       | ACB 51: Silva vs. Torgeson                                         | 2017年1月13日  |
| ×    | J.Z.カルバン             | 1R 2:07 KO（右フック→パウンド） | Titan FC 39: Calvalcante vs. Healy 【Titan FCライト級王座決定戦】  | 2016年6月10日  |
| ○    | ムーシン・コーブリー     | 5分3R終了 判定3-0               | Titan FC 37: Simon vs. dos Santos                                  | 2016年3月4日   |
| ×    | リック・ホーン           | 5分5R終了 判定1-2               | Titan FC 35: Healy vs. Hawn 【Titan FCライト級王座決定戦】         | 2015年9月19日  |
| ○    | マーカス・エドワーズ     | 2R 3:17 TKO（パウンド）         | Titan FC 34: Healy vs. Edwards 【Titan FCライト級タイトルマッチ】  | 2015年7月18日  |
| ○    | カート・キンザー         | 5分5R終了 判定2-1               | Titan FC 33 【Titan FCライト級王座決定戦】                         | 2015年3月20日  |
| ○    | ヒカルド・チルローニ     | 5分3R終了 判定2-1               | Arena Tour 4: Tirloni vs. Healy                                    | 2014年12月20日 |
| ×    | グレイゾン・チバウ       | 5分3R終了 判定0-3               | UFC Fight Night: Cowboy vs. Miller                                 | 2014年7月16日  |
| ×    | ホルヘ・マスヴィダル     | 5分3R終了 判定0-3               | UFC on FOX 11: Werdum vs. Browne                                   | 2014年4月19日  |
| ×    | ボビー・グリーン         | 5分3R終了 判定0-3               | UFC on FOX 9: Johnson vs. Benavidez 2                              | 2013年12月14日 |
| ×    | ハビブ・ヌルマゴメドフ   | 5分3R終了 判定0-3               | UFC 165: Jones vs. Gustafsson                                      | 2013年9月21日  |
| －   | ジム・ミラー             | ノーコンテスト（薬物検査失格）  | UFC 159: Jones vs. Sonnen                                          | 2013年4月27日  |
| ○    | カート・ホロボウ         | 5分3R終了 判定3-0               | Strikeforce: Marquardt vs. Saffiedine                              | 2013年1月12日  |
| ○    | 廣田瑞人                 | 5分3R終了 判定3-0               | Strikeforce: Rockhold vs. Kennedy                                  | 2012年7月14日  |
| ○    | カロス・フォドー         | 3R 3:35 肩固め                  | Strikeforce: Tate vs. Rousey                                       | 2012年3月3日   |
| ○    | マキシモ・ブランコ       | 2R 4:24 リアネイキドチョーク    | Strikeforce: Barnett vs. Kharitonov                                | 2011年9月10日  |
| ○    | エリック・ワイズリー     | 5分3R終了 判定3-0               | Strikeforce Challengers 18                                         | 2011年8月12日  |
| ○    | ライル・ビアボーム       | 5分3R終了 判定3-0               | Strikeforce Challengers 14                                         | 2011年2月18日  |
| ×    | ジョシュ・トムソン       | 3R 4:27 チョークスリーパー      | Strikeforce: Fedor vs. Werdum                                      | 2010年6月26日  |
| ○    | ブライアン・トラバーズ   | 5分3R終了 判定2-1               | Strikeforce Challengers 8                                          | 2010年3月21日  |
| ○    | シドニー・シウバ         | 2R 2:33 TKO（ボディへの膝蹴り） | W-1 MMA 4: Bad Blood                                               | 2010年3月20日  |
| ○    | サルバドール・ウッズ     | 1R 4:31 ダースチョーク          | TTP / PCL: Warriors Collide                                        | 2009年10月3日  |
| ×    | TJ・ウォルドバーガー     | 5分3R終了 判定0-3               | Shark Fights 6 【Shark Fightsウェルター級タイトルマッチ】          | 2009年9月12日  |
| ○    | ライアン・フォード       | 5分5R終了 判定3-0               | MFC 20: Destined for Greatness 【MFCウェルター級タイトルマッチ】   | 2009年2月20日  |
| ○    | ライアン・フォード       | 3R 3:00 腕ひしぎ十字固め        | MFC 17: Hostile Takeover 【MFCウェルター級王座決定戦】             | 2008年7月25日  |
| ×    | ジェイク・エレンバーガー | 4分3R終了 判定0-3               | IFL: Las Vegas                                                     | 2008年2月29日  |
| ○    | マイク・ガイモン         | 4分3R終了 判定2-1               | IFL: Las Vegas                                                     | 2007年6月16日  |
| ×    | ローリー・マーカム       | 3R 1:47 KO（パンチ連打）        | IFL: Moline                                                        | 2007年4月7日   |
| ○    | レイ・スタインバイス     | 4分3R終了 判定3-0               | IFL: Oakland                                                       | 2007年1月19日  |
| ○    | ティム・スタウト         | 1R 2:10 ギブアップ              | Wild Bill's Fight Night 5                                          | 2006年11月17日 |
| ×    | アンソニー・トーレス     | 1R 2:37 チョークスリーパー      | UFC Fight Night 6                                                  | 2006年8月17日  |
| ○    | カーロス・コンディット   | 3R 2:52 リアネイキドチョーク    | Extreme Wars 3                                                     | 2006年6月3日   |
| ○    | スティーブ・シュナイダー | 1R 3:54 リアネイキドチョーク    | Titan FC 3: Red River Rumble                                       | 2006年5月20日  |
| ○    | ブランドン・メレンデス   | 2R 2:56 リアネイキドチョーク    | SportFight 15: Tribute                                             | 2006年4月8日   |
| ○    | ティキ・ゴーセン         | 3R 0:25 TKO（肩の負傷）         | WEC 19: Undisputed                                                 | 2006年3月17日  |
| ×    | クリス・ウィルソン       | 1R 1:28 KO（膝蹴り）            | SportFight 14: Resolution 【SportFightウェルター級タイトルマッチ】 | 2006年1月6日   |
| ×    | カーロ・プラター         | 2R 3:57 肩固め                  | Euphoria: USA vs. Japan                                            | 2005年11月5日  |
| ○    | カート・マッキノン       | 1R 2:01 ギロチンチョーク        | KOTC: Firestorm                                                    | 2005年9月24日  |
| ○    | エディ・エリス           | 1R 4:40 TKO（パンチ連打）       | SportFight 12: Breakout                                            | 2005年9月16日  |
| ×    | ジェイ・ヒエロン         | 5分3R終了 判定0-3               | IFC: Rock N' Rumble                                                | 2005年7月30日  |
| ○    | ポール・デイリー         | 2R 3:15 ギロチンチョーク        | SportFight 11: Rumble at the Rose Garden                           | 2005年7月9日   |
| ○    | シェーン・ウェッセルズ   | 腕ひしぎ十字固め                | IFC: Michigan                                                      | 2005年6月16日  |
| ×    | クリス・ライトル         | 5分3R終了 判定1-2               | WEC 15: Judgment Day                                               | 2005年5月19日  |
| ×    | ダスティン・デニス       | 5分3R終了 判定0-3               | Absolute Fighting Championships 12                                 | 2005年4月30日  |
| ○    | マイク・ヴンダーリッヒ   | 1R リアネイキドチョーク         | IFC Warriors Challenge 19                                          | 2005年3月26日  |
| ×    | フランシスコ・ソアレス   | 1R ヒールホールド               | Freestyle Combat Challenge 18                                      | 2005年3月5日   |
| ○    | ダン・ハーディー         | 1R 3:50 ギロチンチョーク        | Absolute Fighting Championships 10                                 | 2004年10月30日 |
| ×    | デイブ・ストラッサー     | 5分3R終了 判定0-3               | Madtown Throwdown 1                                                | 2004年8月21日  |
| ○    | ダン・ハート             | 1R 2:44 リアネイキドチョーク    | Freestyle Combat Challenge 15                                      | 2004年6月12日  |
| ×    | デリック・ノーブル       | 2R ギロチンチョーク             | HOOKnSHOOT: Boot Camp 1.1                                          | 2003年3月8日   |
| ○    | リチャード・ジョンストン | 2R 2:20 TKO（パンチ連打）       | Ultimate Ring Challenge 3                                          | 2003年1月4日   |
| ×    | ブラッド・ブラックバーン | 1R 0:39 KO（パンチ連打）        | Rumble in the Ring 8                                               | 2002年11月16日 |
| ×    | デニス・カーン           | 1R 3:42 ギロチンチョーク        | Rumble in the Ring 7                                               | 2002年7月20日  |
| ○    | リッチ・ゲラン           | TKO（パンチ連打）               | FCFF: Throwdown on the Fairground 1                                | 2002年6月1日   |
| ○    | シャーク・ジュリアン     | TKO（パンチ連打）               | FCFF: Throwdown on the Fairground 1                                | 2002年6月1日   |
| ○    | エディ・エヴァンス       | リアネイキドチョーク            | FCFF: Rumble at the Roseland 3                                     | 2002年5月11日  |
| ×    | ブラッド・ブラックバーン | 1R 0:39 KO（パンチ）            | PPKA: Muckelshoot                                                  | 2001年8月15日  |

### アマチュア総合格闘技
| 勝敗 | 対戦相手                   | 試合結果                        | 大会名                         | 開催年月日    |
| ×    | クリス・リーベン           | 5分3R終了 判定1-2               | FCFF: Rumble at the Roseland 8 | 2003年6月7日  |
| ○    | ジョナサン・ドーズシェール | 1R 0:20 TKO（パンチ連打）       | FCFF: Rumble at the Roseland 6 | 2003年3月8日  |
| ○    | ライアン・ポープ           | 1R 2:19 TKO（コーナーストップ） | FCFF: Rumble at the Roseland 4 | 2002年8月10日 |

## 獲得タイトル
- FCFFミドル級王座（2002年）
- 初代MFCウェルター級王座（2008年）
- 初代Titan FCライト級王座（2015年）

## 表彰
- UFC ファイト・オブ・ザ・ナイト（1回）
- SHERDOG ロバー・オブ・ザ・イヤー（2013年）